# Désossage
Le désossage, en boucherie, est l'action de retirer les os d'une carcasse animale, afin de proposer une viande directement prête à la consommation.

## Technique
L'opération de désossage s'avère parfois pénible, et physique. Le désossage d'une cuisse de bœuf consiste à « lever » le jarret arrière, en le séparant directement du reste de la cuisse. L'os coccygien (la queue) est ensuite retiré, et immédiatement jeté en tant que MRS (matériels à risque spécifiés). L'os coxal est retiré du rumsteck (hanche) et l'araignée, un morceau de viande extrêmement tendre mais très nerveux, est décollée de l'os, dénervée, puis proposée en tant que bifteck. Afin d'accéder au fémur, le tende de tranche est levé. L'opération de désossage est la même sur toutes les bêtes, qu'il s'agisse d'une cuisse de bœuf ou d'un gigot d'agneau, par exemple. 
L'« AVT 5 », le quart avant de la carcasse est séparé en trois grosses parties : l'épaule, le collier, et le capa (plat de côtes, poitrine).

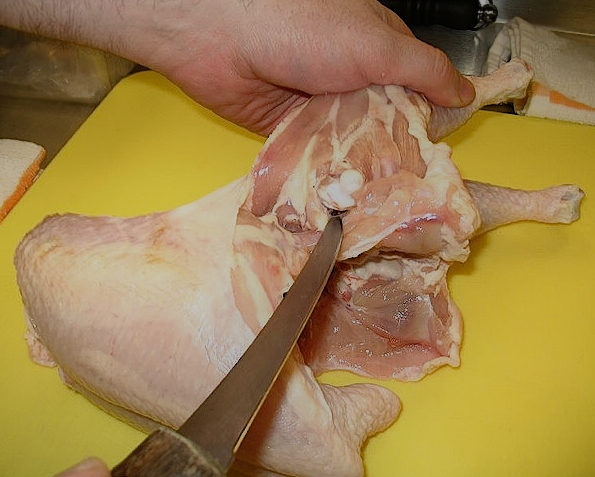
Désossage de cuisses de poulet.

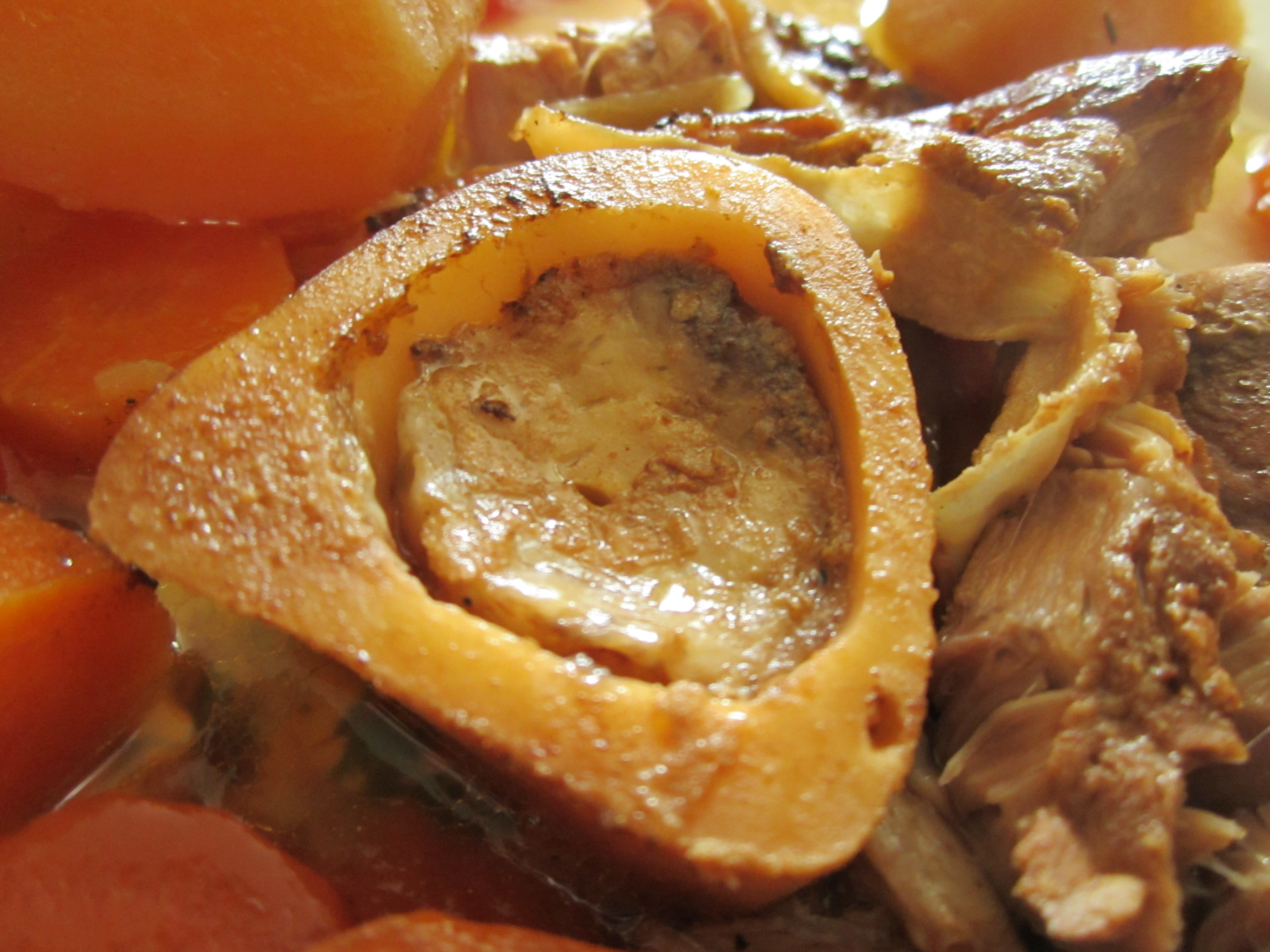
Os à moelle dans un osso buco.

Les os dit à moelle (fémur, tibia, humérus, radius) sont conservés, sciés en rondins, et particulièrement appréciés en accompagnement de plats à cuisson longue, tels le pot-au-feu et le braisé. La moelle peut également être consommée étalée sur des viandes plus classiques, à cuisson rapide, tels les biftecks. Les petits os de porc, de veau et d'agneau peuvent également servir à l'élaboration d'une sauce.

## Précaution
Depuis la crise de la vache folle, la moelle épinière est elle directement retirée après l'abattage de la bête. Les vertèbres des bovins font l'objet d'une attention particulière : ces os, classés « MRS » (matériaux à risques spécifiques)[réf. nécessaire], ne doivent pas entrer en contact avec d'autres viandes afin de limiter les risques de contamination. 